# Trond Strande
Trond Strande (født 24. november 1970 i Molde, Norge) er en norsk tidligere fodboldspiller (forsvarer).
Strande tilbragte hele sin aktive karriere, fra 1991 til 2007, hos Molde FK i sin fødeby. Han var med til at vinde to norske pokaltitler med klubben, i henholdsvis 1994 og 2005, og var også med til at spille Champions League med holdet i 1999-2000-sæsonen.

## Titler
Norsk pokalturnering
- 1994 og 2005 med Molde FK